# Ызаколь
Ызаколь (каз. Ызакөл) — село в Отырарском районе Туркестанской области Казахстана. Входит в состав Коксарайского сельского округа. Код КАТО — 514837400.

## Население
В 1999 году население села составляло 337 человек (178 мужчин и 159 женщин). По данным переписи 2009 года, в селе проживало 257 человек (125 мужчин и 132 женщины).